# 契機
契機（けいき）は、きっかけ、すなわち物事を始める手掛かりのことのことである。

## 哲学
ヘーゲルはこれを弁証法的発展において止揚、克服されて高次の存在を構成する不可欠な要因となっており、いっそう広い関係に組み込まれて関係が成立するために不可欠になる要素である、すなわち契機こそが物事の動的過程における必要な通過過程であり、本質的な構成要素であると考えた。
また、フッサールは全体に対し比較的従属する形体や色を契機と呼んだ。

## 参考資料
- 哲学事典(平凡社、ISBN 978-4-582-10001-3)